# Santa Clara Pueblo
Santa Clara Pueblo (in tewa: Kha'po) è un census-designated place (CDP) degli Stati Uniti d'America della contea di Rio Arriba nello Stato del Nuovo Messico. La popolazione era di 1 018 abitanti al censimento del 2010. Santa Clara Pueblo è stata fondata intorno al 1550.
Il pueblo è uno degli Otto Pueblo Settentrionali, e i Tewa, un gruppo etnico di nativi americani, parla la lingua tewa. Il pueblo si trova sul Rio Grande, si trova tra Ohkay Owingeh (ex San Juan Pueblo) a nord e San Ildefonso Pueblo a sud. Santa Clara Pueblo è famosa per la produzione artigianale della ceramica. Il pueblo è inserito nel National Register of Historic Places.

## Geografia fisica
Santa Clara Pueblo è situata a 35°58′16″N 106°05′21″W (35.971124, -106.089111), circa 1.5 miglia a sud di Española sulla New Mexico State Road 30.
Secondo lo United States Census Bureau, ha un'area totale di 2,1 miglia quadrate (5,4 km²).

## Società

### Evoluzione demografica
Secondo il censimento del 2010, c'erano 1 018 abitanti.

### Etnie e minoranze straniere
Secondo il censimento del 2010, la composizione etnica del CDP era formata dal 10,31% di bianchi, lo 0,29% di afroamericani, il 77,5% di nativi americani, lo 0,29% di asiatici, lo 0% di oceanici, il 9,92% di altre razze, e l'1,67% di due o più etnie. Ispanici o latinos di qualunque razza erano il 23,58% della popolazione.